# NGC 2008
NGC 2008 é uma galáxia espiral (Sc) localizada na direcção da constelação de Pictor. Possui uma declinação de -50° 57' 58" e uma ascensão recta de 5 horas, 35 minutos e 03,8 segundos.
A galáxia NGC 2008 foi descoberta em 27 de Dezembro de 1834 por John Herschel.